# Eréndira Ibarra

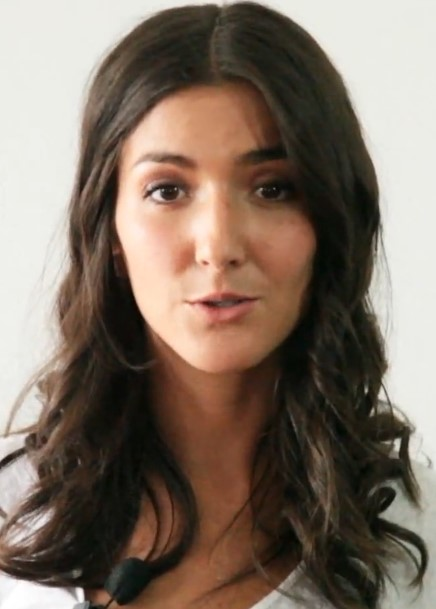
Eréndira Ibarra (2014)

Eréndira Ibarra (* 25. September 1985 in Mexiko-Stadt) ist eine mexikanische Schauspielerin.

## Leben
Eréndira Ibarra wurde als Tochter des Fernsehproduzenten Epigmenio Ibarra in Mexiko-Stadt geboren und wuchs bei ihrer Mutter in San Jose im US-Bundesstaat Kalifornien auf. Später kehrte sie nach Mexiko zurück, wo sie eine Schauspielausbildung am CasAzul erhielt.
Ihr Schauspieldebüt gab sie 2005 mit dem Kurzfilm Alivio, im Folgejahr übernahm sie in Sexo, amor y otras perversiones 2 die Rolle der Maria. Von 2008 bis 2012 verkörperte sie in der mexikanischen HBO-Serie Capadocia mit Ana de la Reguera und Cristina Umaña die Rolle der Gefängnisinsassin Sofía López. 2010 spielte sie in der Telenovela Las Aparicio des Senders Cadena Tres die Rolle der Mariana Almada, 2012 war sie in der Telenovela Infames desselben  Senders als Casilda Barreiro zu sehen. 2015 verkörperte sie in der TNT-Serie Señorita Pólvora das Model Tatiana Hucke.
Von 2015 bis 2018 übernahm sie in der Netflix-Serie Sense8 der Geschwister Wachowski die Rolle der Daniela Velázquez, in der deutschsprachigen Fassung wurde sie von Franca Orlia in der ersten und von Lo Rivera in der zweiten Staffel synchronisiert. 2017/18 war sie in der Netflix-Serie Ingobernable mit Kate del Castillo als First Lady von Mexiko und Eric Heyser als Präsidenten in der Rolle der Stabschefin Ana Vargas-West zu sehen.
2019 hatte sie in der Historienserie Sitiados: México von Fox Premium an der Seite von Alfonso Herrera eine Hauptrolle als Inés. In der Serie El Candidato von Amazon Prime Video verkörperte sie 2020 die Rolle der Isabel Alfaro, im selben Jahr spielte sie an der Seite von Tenoch Huerta als Franco im Netflix-Horrorfilm Fuego negro von Bernardo Arellano die Rolle der Rubí. Für den Science-Fiction-Actionfilm Matrix Resurrections (2021) arbeitete sie erneut mit Lana Wachowski zusammen. Darin spielte sie die Rolle der Lexy.
2010 heiratete sie den Venezolaner Fredd Londoño, der als Model tätig ist und mit dem sie einen gemeinsamen Sohn hat.

## Filmografie (Auswahl)
- 2005: Alivio (Kurzfilm)
- 2006: Sexo, amor y otras perversiones 2
- 2008–2012: Capadocia (Fernsehserie)
- 2008: Der Weg zum Ruhm (Casi divas)
- 2008: Deseo Prohibido (Fernsehserie, eine Episode)
- 2009: Entre líneas (Kurzfilm)
- 2009: Juegos inocentes
- 2010: Sucedió en un día
- 2010: El Octavo Mandamiento – Mama cuida a mi Novia (Fernsehserie)
- 2010: Las Aparicio (Fernsehserie)
- 2011: Bienvenida Realidad (Fernsehserie, eine Episode)
- 2011: Double Tap
- 2011: El Diez (Fernsehserie)
- 2012: Infames (Fernsehserie)
- 2012: Amor Del Bueno (Kurzfilm)
- 2014: Camelia La Texana (Fernsehserie)
- 2014: Darker Than Night (Más negro que la noche)
- 2014: Cuando Volvamos a Vernos (Kurzfilm)
- 2015: Señorita Pólvora (Fernsehserie)
- 2015: Las Aparicio
- 2015–2018: Sense8 (Fernsehserie)
- 2016: La vida inmoral de la pareja ideal
- 2017–2018: Ingobernable (Fernsehserie)
- 2018: A ti te quería encontrar
- 2019: Sitiados: México (Mini-Serie)
- 2020: El Candidato (Fernsehserie)
- 2020: Dark Forces / Fuego negro
- 2020: Monstruosamente Solo
- 2021: Matrix Resurrections (The Matrix Resurrections)
- 2024: Das Unglück (Accidente, Fernsehserie)